# Robladillo
Robladillo é um município da Espanha na província de Valladolid, comunidade autónoma de Castela e Leão, de área 8,85 km² com população de 97 habitantes (2007) e densidade populacional de 12,20 hab/km².

## Demografia
| Variação demográfica do município entre 1991 e 2004 | Variação demográfica do município entre 1991 e 2004 | Variação demográfica do município entre 1991 e 2004 | Variação demográfica do município entre 1991 e 2004 |
| --------------------------------------------------- | --------------------------------------------------- | --------------------------------------------------- | --------------------------------------------------- |
| 1991                                                | 1996                                                | 2001                                                | 2004                                                |
| 105                                                 | 110                                                 | 112                                                 | 108                                                 |